# سجل التغيير

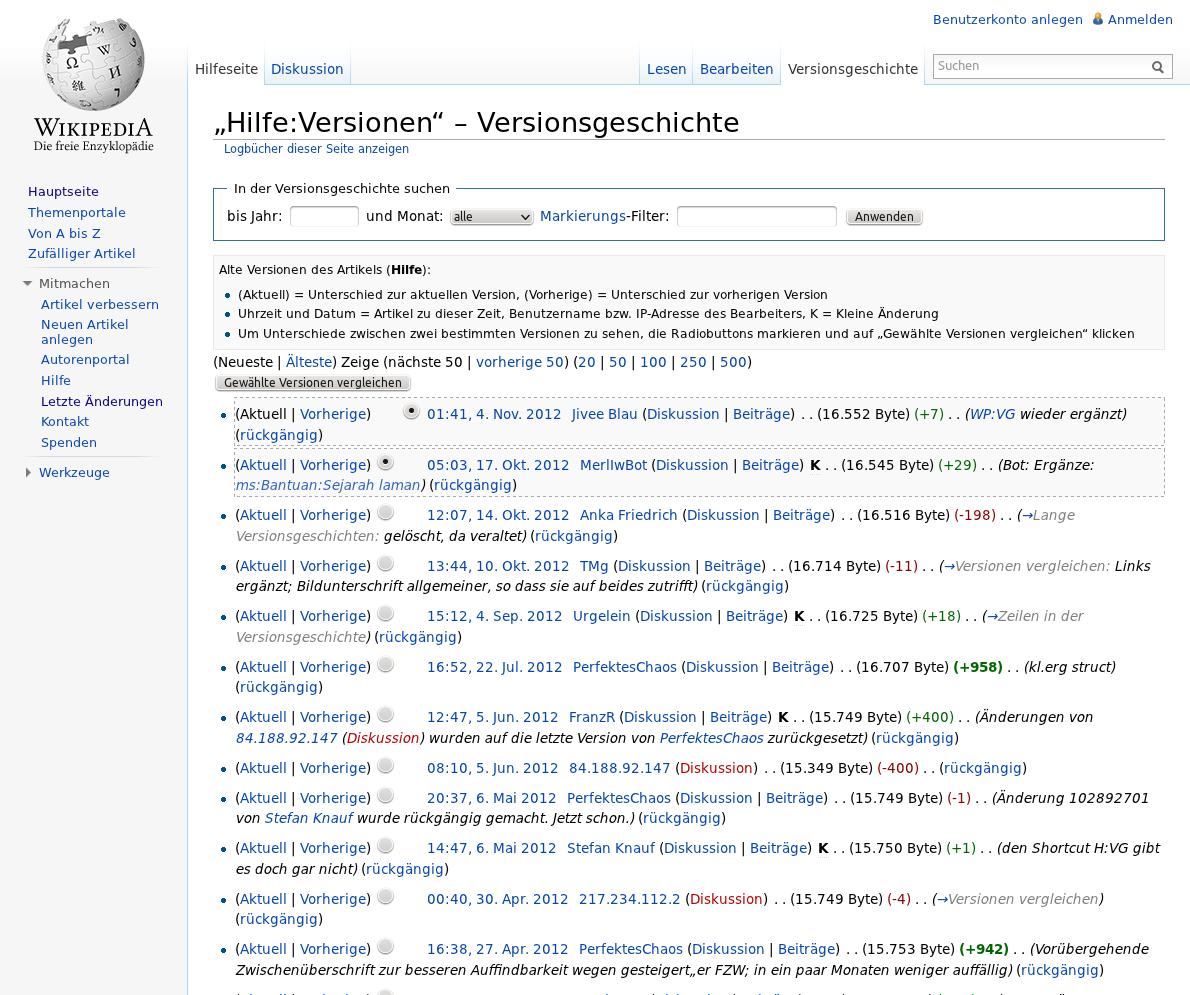

سجل التغيير (بالإنجليزية: Changelog)‏ هو سجل يحتوي على جميع التغييرات البارزة التي تمت على مشروع. يمكن أن يكون المشروع موقعا على شبكة الإنترنت أو مشروع برمجي، ويشمل سجل التغيير عادة تسجيلا للتغييرات مثل إصلاح الأخطاء والميزات الجديدة وما إلى ذلك. يحتوي السجل على التغييرات التي أجريت على المشروع بالتاريخ.

## روابط خارجية
- نافذة سجل التغيير